# Zikuda Turnov
Zikuda Turnov je český šachový klub se sídlem v Turnově. Od sezóny 2004/05 do sezóny 2015/16 byl pravidelným účastníkem Šachové extraligy, když se mu 4× podařilo obsadit 6. místo.

## Přehled výsledků

### Česká šachová extraliga
| Soutěž          | Sezóna    | Poř | P/S    | Z  | V | R | P | BZ | BP   | VP |
| --------------- | --------- | --- | ------ | -- | - | - | - | -- | ---- | -- |
| 1. česká liga   | 1998/1999 | 5.  |        | 11 | — | — | — | —  | —    | —  |
| 1. česká liga   | 1999/2000 | 4.  |        | 11 | — | — | — | —  | —    | —  |
| 1. česká liga   | 2000/2001 | 4.  |        | 11 | — | — | — | —  | —    | —  |
| 1. česká liga   | 2001/02   | 4.  |        | 11 | — | — | — | —  | —    | —  |
| 1. česká liga   | 2002/03   | 7.  |        | 11 | — | — | — | —  | —    | —  |
| 1. česká liga   | 2003/04   | 1.  | postup | 11 | 8 | 2 | 1 | 18 | 55,0 | 32 |
| Extraliga       | 2004/05   | 9.  |        | 11 | 4 | 1 | 6 | 9  | 37,5 | 20 |
| Extraliga       | 2005/06   | 9.  |        | 11 | 3 | 1 | 7 | 10 | 40,5 | 21 |
| Extraliga       | 2006/07   | 8.  |        | 11 | 3 | 4 | 4 | 13 | 42,0 | 19 |
| Extraliga       | 2007/08   | 6.  |        | 11 | 5 | 3 | 3 | 18 | 46,0 | 26 |
| Extraliga       | 2008/09   | 8.  |        | 11 | 4 | 0 | 7 | 12 | 42,5 | 19 |
| Extraliga       | 2009/10   | 6.  |        | 11 | 5 | 1 | 5 | 16 | 43,5 | 26 |
| Extraliga       | 2010/11   | 8.  |        | 11 | 3 | 4 | 4 | 13 | 42,0 | 19 |
| Extraliga       | 2011/12   | 7.  |        | 11 | 4 | 3 | 4 | 15 | 45,5 | 25 |
| Extraliga       | 2012/13   | 6.  |        | 11 | 5 | 1 | 5 | 16 | 44,5 | 21 |
| Extraliga       | 2013/14   | 6.  |        | 11 | 5 | 1 | 5 | 16 | 45,5 | 18 |
| Extraliga       | 2014/15   | 7.  |        | 11 | 4 | 3 | 4 | 15 | 43,0 | 16 |
| Extraliga       | 2015/16   | 12. | sestup | 11 | 1 | 4 | 6 | 7  | 39,0 | 12 |
| 1. liga - západ | 2016/17   | 2.  | postup | 11 | 9 | 1 | 1 | 28 | 58,0 | 39 |
| Extraliga       | 2017/18   | 3.  |        | 11 | 7 | 1 | 3 | 22 | 49,5 | 24 |

## Hráči
Za šachový klub hráli Extraligu velmistři:
- Falko Bindrich,  Łukasz Cyborowski,  Ľubomír Ftáčnik,  Paweł Jaracz,  Igor Khenkin,  Jiří Lechtýnský,  Tomáš Polák,  Volodymyr Sergeev,  Igor Štohl,  Marek Vokáč,  Leonid Vološin,

mezinárodní mistři:
- Pavel Čech,  Michal Konopka,  Ladislav Kotan,  Tomáš Kulhánek,  Miloš Možný,  Petr Neuman,  Pavel Šimáček,  Jan Sodoma,  Petr Špaček,  Ladislav Stratil,  Štěpán Žilka

mezinárodní velmistryně: